# Reynald Rouleau
Reynald Rouleau OMI (* 30. November 1935 in Saint-Jean-de-Dieu) ist emeritierter Bischof von Churchill-Baie d’Hudson.

## Leben
Reynald Rouleau trat der Ordensgemeinschaft der Oblaten (OMI) bei, legte die Profess 1955 ab und empfing am 2. Februar 1963 die Priesterweihe.
Papst Johannes Paul II. ernannte ihn am 15. Mai 1987 zum Bischof von Churchill-Baie d’Hudson. Die Bischofsweihe spendete ihm der Erzbischof von Keewatin-Le Pas, Peter Alfred Sutton OMI, am 29. Juli desselben Jahres; Mitkonsekratoren waren Denis Croteau OMI, Bischof von Mackenzie-Fort Smith, und Jules Leguerrier OMI, Bischof von Moosonee.
Am 16. Februar 2013 nahm Papst Benedikt XVI. das von Reynald Rouleau aus Altersgründen vorgebrachte Rücktrittsgesuch an.